# Voxeurop
Voxeurop — многоязычный новостной веб-сайт, ориентированный на европейскую аудиторию. Запущен в 2014 году, после закрытия Presseurop.

## История
Проект Voxeurop основан в июне 2014 года. Содержание Presseurop, состоящее примерно из 1700 статей, было восстановлено.
Изначально команда состояла в основном из добровольцев, а теперь в неё входят около пятидесяти профессиональных переводчиков, а также внештатных сотрудников и случайных участников.
В 2016 году веб-сайт посетило 1,25 миллиона уникальных посетителей, что близко к цели, установленной во времена Presseurop.

## Редакционная линия

### Публикации
Шесть основных тем, определявшие редакционную линию Presseurop, также являются центральными для Voxeurop: политика, общество, экономика, наука и окружающая среда, культура и идеи, а также ЕС и мир.
Публикации, выходящие на десяти языках: английском, французском, немецком, итальянском, испанском, чешском, голландском, польском, португальском и румынском, адресованы общеевропейской аудитории. На сайте чаще всего встречаются публикации на английском, французском, немецком, итальянском и испанском языках.
Ежедневно переводятся и публикуются статьи, отобранные из примерно 200 европейских и международных СМИ. Voxeurop все чаще публикует оригинальный контент и карикатуры для прессы, часто в партнерстве с Cartoon Movement.
Помимо партнёрских отношений примерно с 200 европейскими и международными пресс-организациями по переводу статей, Voxeurop также подписал соглашения с французскими и другими СМИ о публикации статей на их веб-сайте. Эти издания включают Alternatives économiques, Internazionale, Zeit Online, Investigate Europe, Cosmoscène, и BVC News.

### Независимость
Voxeurop независим в редакционном и финансовом плане. Соблюдение Мюнхенской хартии прав и обязанностей журналистов и Глобальной этической хартии журналистов, следование которым контролируется научным комитетом, призвано гарантировать строгую редакционную независимость новостного сайта. Как кооперативное общество коллективных интересов (SCIC) Voxeurop также независим от своих акционеров, которые в основном являются читателями, журналистами и переводчиками из 23 разных стран.

## Организация

### Правовая форма
Voxeurop изначально был создан как ассоциация и сохранял этот статус в течение трёх лет, прежде чем в 2017 году стал европейским медиа-кооперативом (SCE). В соответствии с этим статусом до 2019 года он оставался кооперативной компанией с участием (SCOP), прежде чем стать кооперативным обществом коллективных интересов.

## Бизнес-модель
Бизнес-модель Voxeurop основана на финансовой поддержке со стороны читателей, аналогично The Guardian, но с рекламой для лиц, не являющихся членами. Доступ к главной странице, а также к некоторым статьям бесплатный, но большая часть сайта доступна только по платной подписке. Платное членство предназначено для того, чтобы гарантировать читателям редакционное качество и подлинную независимость в обмен на доступ к эксклюзивному контенту и отсутствие рекламы.
С «Voxeurop services» сайт расширяет свою редакционную деятельность, предлагая индивидуальные редакционные услуги и многоязычный перевод на все европейские языки.
Как Osservatorio Balcani e Caucaso Transeuropa и Alternatives économiques, Voxeurop также получает грант от Европейской комиссии для координации проекта Европейской сети журналистики данных (EDJNet). Он также финансируется различными европейскими фондами, в том числе Европейским культурным фондом и IJ4EU (Журналистские расследования для Европы).

## Награды
- Приз жюри на церемонии вручения награды за демократическое гражданство Европы (2015)[34]
- Премия Альтьеро Спинелли за распространение информации (2017)[35]
- Вторая премия в области СМИ на The Good Lobby Awards (2019)[36]